# R Lyrae
Ne doit pas être confondu avec RR Lyrae.
Désignations

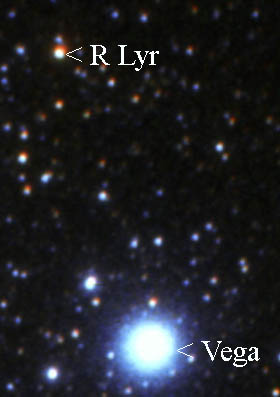
R Lyrae près de Véga.

R Lyrae (en abrégé R Lyr), également désignée 13 Lyrae, est une étoile variable semi-régulière de quatrième magnitude de la constellation de la Lyre. D'après la mesure de sa parallaxe annuelle par le satellite Hipparcos, elle est située à environ 298 années-lumière de la Terre. L'étoile possède un mouvement propre relativement élevé, supérieur à 50 millisecondes d'arc par an.
R Lyrae est une étoile géante rouge de type spectral M5III, signifiant qu'elle a une température de surface inférieure à 3 500 kelvins. Elle est beaucoup plus grosse et plus brillante que le Soleil, mais plus froide. Dans l'infrarouge proche en bande J, elle est plus brillante que sa voisine Véga.
Il s'agit d'une variable semi-régulière de type SRb dont la magnitude apparente varie entre 3,88 et 5,00. La variabilité n'est pas constante et régulière, mais des périodes de 46, 64, 378 et de 1 000 jours ont été rapportées, la période de 46 jours étant la plus marquée,.
Il a été calculé que R Lyrae était une étoile de 2.0 M☉ lorsqu'elle était sur la séquence principale. Elle est considérée comme étant une étoile de branche asymptotique des géantes (AGB) riche en oxygène, brûlant simultanément l'hydrogène et l'hélium en coquille.